# Granada de mão
Granada (do francês grenade; do latim granatum, "romã"/ granum, "grão") é um artefato bélico com uma câmara interna que leva uma carga de arrebentamento, o qual em geral se lança a pequena distância com as mãos ou com o auxílio de uma arma de fogo (fuzil) ou lança-granadas. O nome "granada" deriva do Francês antigo e do espanhol, significando "romã", devido a sua semelhança com essa fruta. O primeiro uso desse termo em inglês data dos anos 1590.
A Granada surgiu na China Medieval, durante o século IX, era feita de cebola seca, e enchida com pólvora, usava-se para destruir muros, fortificações etc.
Antigamente era um projetil com a forma de romã, que se enchia de pólvora, à qual se lançava fogo. Era uma arma explosiva utilizada por tropas especiais (os granadeiros) do século XVII até ao século XIX. As granadas modernas datam do início da Primeira Guerra Mundial.
Granadas de mão funcionam de maneira mais ou menos uniforme, sejam elas de explosão, de fragmentação, de fumaça, de impacto, incendiárias, lacrimogêneas, de gás ou com capacidade de iluminar. Um pino ou cavilha de segurança é retirado da granada antes que ela seja lançada, acionando um dispositivo que dispara uma espoleta. A espoleta incendeia-se, detonando a carga explosiva, e a granada explode, rompendo o invólucro. As granadas disparadas por fuzis utilizam a energia propulsora dos projéteis. Conforme o tipo, são usadas contra pessoas ou veículos de transporte blindados, para incendiar ou como meio de identificação, sinalização ou iluminação.
O coquetel molotov, feito com garrafas de vidro cheias de parafina, gasolina e combustível, pode ser considerado também um tipo de granada.

## Tipos de Granadas
As granadas podem ser de mão ou de bocal.
As granadas de mão podem ser ofensivas, com raio de alcance de 5 metros, e defensivas com uma camisa de estilhaços e raio de 30 metros.
As de bocal tem alcance de 150 a 400 metros, podendo ser antipessoal, com raio de utilização de 30 metros, ou anticarro, com raio de utilização de até 50 metros.
|               |                                          |                 |                   |
| Granada Mk 2. | Esquema de funcionamento de uma granada. | Granada de gás. | Coquetel molotov. |